# Управа за сарадњу с црквама и верским заједницама
Управа за сарадњу с црквама и верским заједницама је посебна институција Министарства правде Републике Србије, која обавља послове државне управе и стручне послове који се односе на афирмацију и развој слободе вероисповедања, сарадњу државе с црквама и верским заједницама и унапређење њиховог положаја у друштву, афирмисање верских основа и садржаја српског националног идентитета, помоћ у заштити верских компонената у културном и етичком идентитету националних мањина, поклоничка путовања, ходочашће и друге облике верског туризма, сарадњу државе са епархијама Српске православне цркве у иностранству, развој и афирмисање вредности религијске културе, подршку развоју верског образовања и помоћ при укључивању у систем образовања, пружање подршке и помоћи у сакралном градитељству и у заштити црквеног културног наслеђа, пружање помоћи у заштити правног и друштвеног положаја цркава и верских заједница, остваривању њихових законом утврђених права, уређивању и побољшању социјално - материјалног положаја носилаца вере (свештеномонаштво, верски службеници, ђаци и студенти верских школа) и друге послове одређене законом.

## Структура
На челу Управе се налази директор, који има два помоћника.
У оквиру Управе, постоје два сектора:
1. Сектор за односе са црквама и верским заједницама
2. Сектор за међуверски дијалог